# Manta Air
Manta Air ist eine 2018 gegründete maledivische Inlands-Fluggesellschaft mit Sitz in Malé und Basis auf dem Malé International Airport. Der Erstflug fand am 24. Februar 2019 statt.

## Destinationen
Ab dem 24. Februar 2019 fliegt Manta Air zu 3 Zielen.
- Baa-Atoll – Flughafen Dharavandhoo
- Dhaalu-Atoll – Flughafen Dhaalu
- Malé International Airport (Basis)
- Kooddoo  – Flughafen Kooddoo

## Flotte
Manta Air bedient Ziele im Inland. Mit Stand April 2023 besteht die Flotte der Manta Air aus zehn Flugzeugen mit einem Durchschnittsalter 5 Jahren:
| Flugzeugtyp      | Anzahl | bestellt | Anmerkungen                                                                 |
| ---------------- | ------ | -------- | --------------------------------------------------------------------------- |
| DHC-6 Twin Otter | 07     |          | Auslieferung seit Oktober 2019                                              |
| ATR72-600        | 03     |          | fabrikneu geleast von Nordic Aviation Capital Auslieferung ab November 2018 |
| Gesamt           | 10     |          |                                                                             |